# Hito Esmeralda

Hito Esmeralda  é um ponto de tríplice fronteira onde se juntam Argentina, Bolívia e Paraguai. Este ponto geográfico está junto ao rio Pilcomayo, a uma altitude de 200 m, com coordenadas 22° 13′ 31″ S, 62° 38′ 11″ O.
Situado na região denominada Gran Chaco, o marco de fronteira marca uma região de tríplice fronteira na América do Sul; fica a 8 km a nordeste da localidade argentina de Santa Victoria Este e a 8 km a norte de Misión de La Merced, ambas na provincia de Salta.
O limite "chaqueño" ficou estabelecido pelo Laudo Hayes em 1878, e pelos tratados complementares de limites de 1939 assinados em Buenos Aires, e ratificados em Asunción em 1945.